# 千坂高治
千坂 高治（ちさか たかはる）は、江戸時代初期の米沢藩の江戸家老。千坂景親の養子千坂高信の子。93歳まで生き、米沢藩藩主三代に仕える。

## 経歴
慶長19年（1614年） 19歳の時、大坂冬の陣に直江兼続の息子直江景明（平八郎）に従い出陣。翌慶長20年（1615年）の大坂夏の陣でも出陣した。
寛永4年（1627年）2月27日 新秩300石賜る。侍隊。
寛永12年（1635年）2月10日 江戸城石垣経営の副監を命じられる。
寛永12年（1635年）7月25日 700石を加えられ、総計1000石賜る。
寛永14年（1637年）閏3月7日 江戸家老を命じられる。
寛永14年（1637年）4月15日 兵部に改める。
寛永15年（1638年）5月27日 家督相続（43歳）。3130石を賜る。
寛文8年（1668年）11月5日 隠居。二十五人扶持賜る。
元禄2年（1689年）2月15日 死去（93歳）。